# Ludo Claesen
Ludo Claesen (* 22. März 1956 in Genk) ist ein belgischer Komponist, Perkussionist und Dirigent.

## Leben
Ludo Claesen studierte am Lemmensinstitut in Löwen, damals noch eine höhere Kirchenmusikschule (nach Jacques-Nicolas Lemmens benannt) und danach am flämischen Konservatorium Antwerpen Schlagzeug, Tonsatz, Komposition, sowie Chor- und Orchesterleitung. Als Interpret trat er in vielen europäischen Ländern auf sowie in Israel und den USA. Zahlreiche Auftritte wurden von belgischen, niederländischen und französischen Rundfunk- und Fernsehsendern aufgezeichnet.
Als Gastdirigent leitete Claesen das Limburgische Sinfonie-Orchester (LSO) Maastricht, das Philharmonische Orchester von Dnepropetrovsk (Ukraine) und das Philharmonische Kammerorchester Köln. Ab 1992 leitete er einen monatlichen Bachkantatenzyklus mit der Camera Musica Mosana in Maastricht, sowie Bachs Johannespassion. 2000 machte er mit diesem Ensemble eine Tonträgeraufnahme mit Werken von Felix Mendelssohn Bartholdy, Charles Villiers Stanford und Edward Elgar.
Ludo Claesen lehrt Polyphonie und Orchesterspiel an der Hochschule für Musik Lemmens-Institut in Löwen, Chorleitung und Chorgesang am Conservatorium Maastricht. Derzeit leitet er den Kathedralchor Hasselt, die Capella Concinite Leuven, den Kammerchor Maastricht und bis Ende 2013 das Königliche Vokalensemble Willy Mommer.
Seit einiger Zeit profiliert er sich vermehrt als Komponist von Vokal- und Kammermusik. Seine Missa pro nativitate Europae für Chor, Orchester und Solisten kam 1994 unter seiner Leitung in Lanaken zur Uraufführung, sechs Jahre später wurde die Messe beim Festival von Flandern in Tongeren aufgeführt. Sein Psalmus 112 für Blechblasinstrumente, Chor und Schlagwerk wurde durch den belgischen Rundfunk (BRTN Radio 3) aufgenommen. 1998 komponierte er die Suite Mijmeringen für Chor, Holzbläserquartett und Klavier. 2010 erschien eine CD Claesen meets Claesen mit geistlichen Chorwerken aus seiner Feder.
1993 gewann er den SABAM- (Belgische Gesellschaft für Musikautorenrechte) Wettbewerb für Chorkomposition in Brüssel. Weitere Auszeichnungen erhielt er bei Wettbewerben in Antwerpen (1985/1986), Leeuwarden (1996), Verona (1997) und Rom (2006). Als Anerkennung für sein kulturelles Engagement erhielt durch die Regierung der belgischen Provinz Limburg den Preis „Het Gulden Spoor 1995“.

## Werke

### Vokal
- Dominica Prima Adventus
- Ballade: Daar Zijn Ze
- Bendornati Fijoletti
- Domine Deus In Simplicitate Cordis Mei
- Enige Mijn
- Goed
- Het Magische Kerstwonder
- Joke
- Moeder Van De Heer
- Ombre De Mon Amant
- Roemeens Koorlied: Lino, Leano
- Salve Regina
- Sonnet 43: When most I wink, then do mine eyes best see
- Dreams
- Jan Publiek
- Mijmeringen
- Missa Ave Virga Jesse
- Missa Pro Nativitate Europae
- Pro Musica
- When Christ Was Born
- Psalmus 112 Laudate servi Domini
- Ero Cras (Morgen werde ich bei Euch sein), für Chor, Rezitator, Orgel und Kammermusikensemble (2007)
- Une prière intérieure (Chez nous) aus den Liedblaadjes 14. Jahrgang nr.4
- O magnum mysterium (für Doppelchor)
- Cantata for Lent (Fastenkantate), für gemischten Chot, Streicher, Orgel, Flöte, Oboe. (Euprint Editions, Heverlee, 2017)

### Instrumental
- Breath of Life
- Eurode Fantasia
- Exchange of Thoughts
- Fantasie für Orchester
- Four Pictures
- Impressions
- Quatre Miniatures (Vier Miniaturen)
- Fantasie op „Regina Caeli“